# Steganografija
Steganografija je veda, kjer gre za prikrivanje datoteke, sporočila, slike ali videa v drugo datoteko, sporočilo, sliko ali video. Beseda steganografija izhaja iz grških besed steganos (prikrit) in graphein (pisati), kar pomeni “zakrito pisanje”. Začetki uporabe steganografije segajo že 440 let pred našim štetjem, kjer so v Grčiji na sužnjevo pobrito glavo vtetovirali sporočilo in počakali, da so mu lasje dovolj zrasli, da je lahko sporočilo odnesel prejemniku. Leta 1499 jo je uporabil Johannes Trithemius v svoji knjigi Steganographia, ki je bila prikrita kot čarovniška knjiga. Intenzivneje pa se je začela razvijati šele leta 1996. Za razliko od kriptografije oziroma šifriranja podatkov, katere cilj je narediti podatke neberljive, steganografija poskuša prikriti obstoj podatkov. Cilj je onemogočiti zaznavo podatkov, ki so skriti v navidez nepomembnih podatkih.

## Zgodovina steganografije
Že v zgodovini je bilo veliko tehnik za skrivanje podatkov. Zgodovinski vidik skrivanja podatkov opisuje tudi David Kahn v svoji knjigi The Codebreakers. Med 2. Svetovno vojno so uporabljali metodo nevidnega črnila, kjer so v pismu z nedolžno vsebino, med vrsticami napisali skrito sporočilo. Uporabljen je bil tudi način, kjer so iz določenega nedolžnega besedila, iz vsake besede vzeli eno črko (npr.: tretjo črko) in s tem dobili skrivno sporočilo.

## Tehnike

### Fizične
Primeri fizičnega skrivanja sporočil (skozi zgodovino):
• Sporočilo napisano na leseno tablico in prekrito z voskom, kjer je bilo sporočilo z nedolžno vsebino.
• Sporočilo vtetovirano na pobrito glavo sužnja.
• Sporočilo skrito s pomočjo nevidnega črnila.
• Sporočila napisana v Morsovi abecedi s pomočjo preje vpletene v oblačila.
• Sporočila napisana na kuverte, na mesto kjer so nalepljene znamke.

### Digitalne
Primeri skrivanja elektronskih sporočil (sodobne oblike):
• Skrivanje podatkov v SLIKOVNE datoteke s pomočjo navideznega povečanja števila barv.
• Skrivanje podatkov v ZVOČNE datoteke z za človeško uho neopaznim popačenjem digitalne oblike zvoka.
• Skrivanje podatkov na neuporabljene sektorje disket in CD-jev.
• Skrivanje podatkov v HTML datoteke.
• Skrivanje podatkov v ASCII datoteke (s pomočjo zamika kazalca za začetek datoteke).
• Obstaja program, ki binarno datoteko pretvori v nesmiseln tekst, ki pa je statistično podoben tekstu v poljubnem naravnem jeziku (imeti moramo slovar za ta jezik).

## Steganaliza
V nasprotju s steganografijo, poskuša podatke odkriti in razvozlati na 4 različne načine:
- Vizualno - z gledanjem ali primerjanjem poskušamo ugotoviti, ali slika vsebuje skrite podatke (slike bmp, jpg, png, gif, ipd.). Pristop se izkaže kot precej neučinkovit, prav tako nastopi težava pri pridobivanju skritih podatkov iz nosilne datoteke.
- Audio - če je nosilec skritih podatkov zvokovna datoteka, poskušamo s poslušanjem ugotoviti, ali se v zvoku skrivajo podatki (v mp3 ali wav). Tehnika ima enake pomanjkljivosti kakor vizualna detekcija.
- Statistična analiza - poskušamo odkriti spremembe v vzorcih pik ali bitov LSB. Velikokrat lahko v ta namen uporabimo histogram slike. Tehnika je namenjena odkrivanju skritih podatkov, za pridobivanje pa je treba uporabiti druge pristope.
- Strukturne razlike - skrite podatke iščemo s specifičnimi datotečnimi lastnostmi, kot so velikost, datum izdelave ali izvleček zgoščevalne funkcije (hash function).[1]